# 위키프로젝트
위키프로젝트(영어: WikiProject)는 특정한 편집 목표를 달성하기 위해, 또 특정한 지식 분야와 관련된 목표를 달성하기 위한 위키의 참여자 단체 조직이다. 위키프로젝트는 가장 큰 규모의 위키인 위키백과에서 일반화되어 있으며 위키사전, 위키인용집, 위키문헌 등의 자매 프로젝트에서도 어느 정도 존재한다.